# Elke Büdenbender
Elke Büdenbender (Salchendorf, 1962. január 14. –) német jogász, a berlini közigazgatási bíróság bírája, Frank-Walter Steinmeier államfő felesége.

## Élete
Elke Büdenbender egy katolikus családból származik, és a dél-vesztfáliai Siegerland térségbeli Neunkirchenhez tartozó Salchendorfban nőtt fel. Szülei munkások voltak, apja asztalosként dolgozott. Elke volt a család első gyermeke, aki egyetemi diplomát szerzett.
Miután elvégzett ipari eladói képzést, egy továbbképző kollégiumban letette az érettségi vizsgát is. 1988-ban gießeni Justus Liebig Egyetemen végzett jogi tanulmányai alatt ismerte meg Frank-Walter Steinmeiert. Ügyvédjelölti munkáját Hannoverben kezdte meg, és ez idő alatt Németország washingtoni nagykövetségén is gyakornokoskodott.
Hannoverben közigazgatási bíróként lépett munkába, majd a berlini közigazgatási bíróságnál dolgozott szociális jogi ügyeken.

## Magánélete
Büdenbender 1995-ben házasodott össze Frank-Walter Steinmeierrel, és 1996-ban született meg lányuk.
Férje 2010. augusztus 24-én saját veséjét adta oda megbetegedésekor Elke részére.